# Orest Banach
Orest Banach (Nuova Ulma, 31 marzo 1948) è un ex calciatore statunitense, di ruolo portiere.

## Biografia
È nato in Germania da una famiglia di origine ucraina. Si trasferì negli Stati Uniti d'America, ottenendone anche la nazionalità.

### Club
Inizia la carriera negli Ukrainian Lions, club militante nella National Soccer League of Chicago. Nel 1966 si trasferisce in Canada per giocare con Toronto Inter-Roma, squadra militante nella Eastern Canada Professional Soccer League e con cui vince il campionato 1966.
Ritornato successivamente ai Lions, l'anno dopo passa a militare nell'American Soccer League, prima ai Rochester Lancers e poi ai Boston Tigers. A fine 1967 passa ai Boston Rovers, divenuti l'anno dopo Boston Beacons. Con il club di Boston ottiene nella North American Soccer League 1968 il quinto ed ultimo posto della Atlantic Division.
La stagione seguente passa ai Baltimore Bays, ove chiude il campionato al quinto ed ultimo posto.
Nel 1969 ritorna a Chicago per giocare nei Chicago Hansa e poi nuovamente ai Lions.
Nel 1971 torna a giocare nella NASL tra le file del St. Louis Stars. Con gli Stars ottiene il quarto ed ultimo posto della Southern Division. L'anno dopo torna ai Lions ove chiude la carriera agonistica.

### Nazionale
Naturalizzato statunitense, Banach giocò quattro incontri con la nazionale di calcio degli Stati Uniti d'America tra il 1969 ed il 1972.

## Statistiche

### Cronologia presenze e reti in Nazionale
| Cronologia completa delle presenze e delle reti in nazionale ― Stati Uniti | Cronologia completa delle presenze e delle reti in nazionale ― Stati Uniti | Cronologia completa delle presenze e delle reti in nazionale ― Stati Uniti | Cronologia completa delle presenze e delle reti in nazionale ― Stati Uniti | Cronologia completa delle presenze e delle reti in nazionale ― Stati Uniti | Cronologia completa delle presenze e delle reti in nazionale ― Stati Uniti | Cronologia completa delle presenze e delle reti in nazionale ― Stati Uniti | Cronologia completa delle presenze e delle reti in nazionale ― Stati Uniti |
| Data                                                                       | Città                                                                      | In casa                                                                    | Risultato                                                                  | Ospiti                                                                     | Competizione                                                               | Reti                                                                       | Note                                                                       |
| -------------------------------------------------------------------------- | -------------------------------------------------------------------------- | -------------------------------------------------------------------------- | -------------------------------------------------------------------------- | -------------------------------------------------------------------------- | -------------------------------------------------------------------------- | -------------------------------------------------------------------------- | -------------------------------------------------------------------------- |
| 20-4-1969                                                                  | Port-au-Prince                                                             | Haiti                                                                      | 2 – 0                                                                      | Stati Uniti                                                                | Qual. Mondiali 1970                                                        | -2                                                                         |                                                                            |
| 11-5-1969                                                                  | San Diego                                                                  | Stati Uniti                                                                | 0 – 1                                                                      | Haiti                                                                      | Qual. Mondiali 1970                                                        | -1                                                                         |                                                                            |
| 20-8-1972                                                                  | Saint John's                                                               | Canada                                                                     | 3 – 2                                                                      | Stati Uniti                                                                | Qual. Mondiali 1974                                                        | -2                                                                         | 46’                                                                        |
| 29-8-1972                                                                  | Baltimora                                                                  | Stati Uniti                                                                | 2 – 2                                                                      | Canada                                                                     | Qual. Mondiali 1974                                                        | -1                                                                         | 34’                                                                        |
| Totale                                                                     |                                                                            | Presenze                                                                   | 4                                                                          |                                                                            | Reti                                                                       | -6                                                                         |                                                                            |

## Palmarès

### Club
- Eastern Canada Professional Soccer League: 1

Toronto Inter-Roma: 1966